# Jan Chryzostom (imię)
Jan Chryzostom – podwójne imię męskie: Jan z przydomkiem Chryzostom, z greki (χρυσόστομος, chrysostomos) „złotousty”. Wywodzi się od imienia św. Jana Chryzostoma.
W styczniu 2024 r. w rejestrze PESEL, wśród publicznie dostępnych danych dotyczących osób żyjących, nie wykazano mężczyzn o imieniu Jan Chryzostom nadanym jako imię pierwsze ani jako drugie.
Jan Chryzostom imieniny obchodzi 13 września.

## Mężczyźni noszący tę parę imion
- Wolfgang Amadeus Mozart, właśc. Johannes Chrysostomus Wolfgangus Theophilus Mozart
- John Chrysostom Lan Shi(inne języki)
- Jan Chryzostom Pasek
- Jan Chryzostom Pieniążek
- Jan Chryzostom Redler
- Jan Chryzostom Zachariasiewicz